# V. Jakab skót király

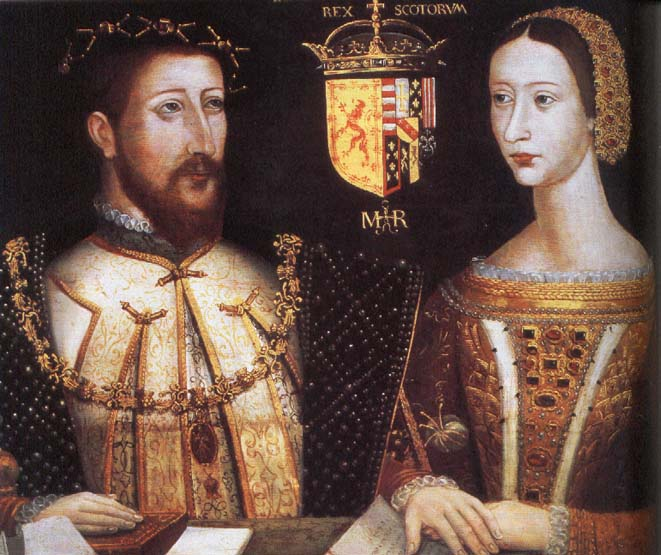
V. Jakab és Lotaringiai Mária királyné (ismeretlen festő, egykorú festmény)

V. Jakab (Linlithgow, Skócia, 1512. április 10. – Falkland, Fife, 1542. december 14.) Skócia Stuart-házi királya 1513-tól haláláig.
Apja IV. Jakab skót király, anyja VIII. Henrik angol király nővére, Tudor Margit volt, így V. Jakab anyai ágon VII. Henrik unokája volt. 
Még gyermek volt, amikor apja elesett a floddeni csatában, így uralkodásának kezdetét a francia- és angolpárti főnemesek hatalmi harca határozta meg. Tényleges hatalomra kerülve, Franciaország szövetségese és a római katolikus vallás pártfogója lett. 
1534-ben szerződést kötött nagybátyjával, VIII, Henrik angol királlyal, de miután 1538-ban feleségül vette Lotaringiai Máriát (Marie de Guise), természetes szövetségese ismét Franciaország lett Anglia ellenében. 1542-ben VIII. Henrik megtámadta Skóciát, és november 24-én legyőzte Jakabot. A skót király idegösszeomlást kapott, és mindössze 6 nappal lánya, a későbbi Stuart Mária születése után meghalt. 
Házasságon kívül született gyermekei (Robert Stewart, John Stewart of Darnley és James Stewart) Skócia befolyásos főnemesei lettek.